# Matjaž Mikoš
Matjaž Mikoš, univerzitetni profesor, slovenski inženir gradbeništva, hidrotehnik in hidrolog, * 6. december 1959, Ljubljana.
Matjaž Mikoš je doktor tehniških znanosti (dr. sc. techn. ETH), redni profesor za inženirsko hidrotehniko in redni profesor za hidrologijo na Fakulteti za gradbeništvo in geodezijo Univerze v Ljubljani ter redni član Inženirske akademije Slovenije (IAS) in član New York Academy of Sciences (NYAS).

## Življenje in delo
Rojen v Kočevju, mladost preživljal v Ljubljani, je po končani Gimnaziji Bežigrad (intenzivna matematika) nadaljeval študij na Univerzi Edvarda Kardelja v Ljubljani in se po univerzitetni diplomi 1983 na Fakulteti za arhitekturo, gradbeništvo in geodezijo (FAGG) Univerze v Ljubljani (UL), leta 1983 zaposlil na Vodnogospodarskem inštitutu (VGI) v Ljubljani kot strokovni sodelavec v skupini za erozijo, prodonosnost in hudourništvo pod vodstvom inž. Jožeta Pintarja. Na Univerzi v Ljubljani je najprej leta 1988 magistriral na področju gradbeništva (hidrotehnika), leta 1993 pa še doktoriral na Oddelku za gradbeništvo na Zvezni visoki tehniški šoli (Eidgenössiche Technische Hochschule ETH) v Zürichu, Švica in postal dr. sc. techn. ETH z disertacijo "Fluvial Abrasion of Gravel Sediments: Field investigation of the River Alpine Rhine, experimental study in the abrasion set-up and mathematical modeling of the laboratory processes.
Leta 1994 se je zaposlil na Fakulteti za gradbeništvo in geodezijo Univerze v Ljubljani (UL FGG) in sicer na Katedri za splošno hidrotehniko (KSH). Tam je leta 1994 postal docent, leta 1999 izredni profesor, leta 2006 redni profesor za področje inženirske hidrotehnike in leta 2010 še redni profesor za področje hidrologije. Leta 2014 je postal predstojnik Raziskovalnega inštituta za geo in hidro tveganja (RIGHT) na UL FGG. Leta 2016 je na Univerzi v Ljubljani postal predstojnik UNESCO katedre za zmanjšanje tveganj ob vodnih ujmah.
Strokovno se je po doktoratu tehniških znanosti izpopolnjeval kot strokovni sodelavec Vodnogospodarskega inštituta v Ljubljani (1994–2001), raziskovalno in pedagoško pa na univerzah v Italiji (Padova, Trento), Nemčiji (Freie Universität Berlin, Univerza zvezne nemške vojske v Münchnu), Avstriji (BOKU, Dunaj), Franciji (Univerza Joseph Fournier, Grenoble), Veliki Britaniji (Glasgow, Heriot-Watt), na Danskem (KVL) in na Japonskem (Nigata, Kjoto), v tujini je tudi imel številna predavanja (Johns Hopkins U, U Minnesota, U Glasgow, U Bologna, U Padova, U Trento, Freie Universität Berlin, U Nigata, Kjoto U, Japan SABO Association).
V letih 1999–2009 je bil na UL FGG štirikrat izvoljen za prodekana UL FGG za področje raziskovalne dejavnosti. Od leta 2009 je dekan UL FGG (1. mandat 2009–13, 2. mandat 2013–17), 3. mandat 2017-21). Na Univerzi v Ljubljani je opravljal različne funkcije, bil je član Komisije za raziskovalno in razvojno delo in podpredsednik Strateške komisije, od leta 2009 je član Senata UL in od leta 2013 član Komisije za pripravo izhodišč in spremljanje financiranja visokega šolstva in za delitev sredstev na UL pri Upravnem odboru UL.
Organiziral je številna domača in mednarodna strokovna in raziskovalna posvetovanja, nazadnje 4. Svetovni forum o zemeljskih plazovih (Ljubljana, 2017) in Svetovni gradbeniški forum (Ljubljana, 2019) ter je član več uredniških odborov uglednih mednarodnih znanstvenih revij (Hydrology and Earth System Sciences), Landslides, Open Engineering (formerly Central European Journal of Engineering), Water in recenzent za številne ugledne mednarodne revije (CATENA, Cold Regions Science and Technology, Geomorphology, Global and Planetary Change, Hydrology and Earth System Sciences, Hydrological Sciences Journal, Landslides, Natural Hazards, Natural Hazards and Earth System Sciences, River Research and Applications, Sensors, Sustainability, Water). V letih 1996–2012 je bil glavni in odgovorni urednik in od leta 2013 dalje član uredniškega sveta znanstvene revije Acta hydrotechnica (izdajatelj UL FGG), od leta 2004 je član izdajatelskega sveta revije Gradbeni vestnik (izdajatelja ZDGITS in IZS, Ljubljana) in od leta 2014 član Mednarodnega uredniškega odbora revije Igra ustvarjalnosti.
Strokovno aktivno deluje v številnih domačih in mednarodnih strokovnih in raziskovalnih (znanstvenih) združenjih, tako je član Slovenskega akademijskega tehniško-naravoslovnega društva SATENA (1999-), član New York Academy of Sciences (1996-), član Mednarodnega raziskovalnega združenja INTERPRAEVENT (Celovec, Avstrija, 1998-; 2001–2008 predsednik Znanstveno-tehniškega odbora) in član Mednarodnega konzorcija za zemeljske plazove (ICL - International Consortium on Landslides, Kjoto, Japonska, 2008-; izvoljeni podpredsednik 2015–2017 in 2018-2020). Leta 1996 je bil ustanovni član Inženirske zbornice Slovenije; je pooblaščeni gradbeni inženir s strokovnim izpitom gradbene stroke.
Po drobirskem toku 17. novembra 2000, ki je prizadel Log pod Mangartom, je sodeloval kot član strokovnih odborov pri inženirski sanaciji večjih zemeljskih plazov v Sloveniji (med drugim Stože, Strug, Slano blato, Macesnik). Med leti 2014 in 2019 je bil predsednik Sveta Vlade Republike Slovenije za varstvo pred naravnimi in drugimi nesrečami. Marca 2015 se je aktivno kot član uradne državne delegacije Republike Slovenije udeležil 3. Svetovne konference Združenih narodov o zmanjšanju tveganja nesreč (WCDRR) v Sendaiju na Japonskem. Novembra 2015 je postal član Sveta za vode (Sava Water Council) pri Mednarodni Savski komisiji (International Sava River Basin Commission). Med leti 2014 in 2019 je bil zunanji član Strokovnega sveta Inštituta za vode Republike Slovenije in od leta 2016 je član Strateškega sveta za politiko graditve in urejanje prostora pri Gospodarski zbornici Slovenije (GZS).
Matjaž Mikoš je priznani mednarodni strokovnjak na področju inženirske hidrotehnike in hidrologije. Skrbi za inženirski naraščaj (mentor in somentor preko 80 diplomantom) in raziskovalni naraščaj (mentor 12 mladim raziskovalcem, mentor in somentor 14 doktorjem znanosti, mentor in somentor 11 magistrom znanosti). Na Agenciji Republike Slovenije za raziskovalno dejavnost (ARRS) je sodeloval pri 21 raziskovalnih projektih, vodil jih je 8, od leta 2004 je vodja programske skupine Vodarstvo in geotehnika: orodja in metode za analize in simulacije procesov ter razvoj tehnologij.

## Nagrade
- 1. nagrada in Zlato Vegovo priznanje[24], 10. tekmovanje osnovnošolcev v znanju matematike, Ljubljana (1974)
- Zaslužni znak Mladinske komisije Planinske zveze Slovenije, Ljubljana (1985)
- Nagrada Sklada Jaroslav Černi (Beograd, Jugoslavija) za najboljši uspeh na dodiplomskem in podiplomskem študiju hidrotehnike na UL FAGG (1983, 1988)
- Zvezna štipendija Švicarske konfederacije (1988–1990)
- Zlata plaketa Fakultete za gradbeništvo in geodezijo Univerze v Ljubljani ob njeni 90. letnici (2009)
- izredni član Inženirske akademije Slovenije (2014)[25]
- redni član Inženirske akademije Slovenije (2017)[26]